# Melaniparus cinerascens
Melaniparus cinerascens е вид птица от семейство Paridae.

## Разпространение
Видът е разпространен в Ангола, Ботсвана, Зимбабве, Намибия и Южна Африка.